# Grande Armée

Napoleons terugtrekking uit Moskou (schilderij van Adolf Northern). Van de honderdduizenden soldaten in de Grande Armée die Rusland in 1812 binnenvielen kwamen er maar zo'n 20 000 terug.

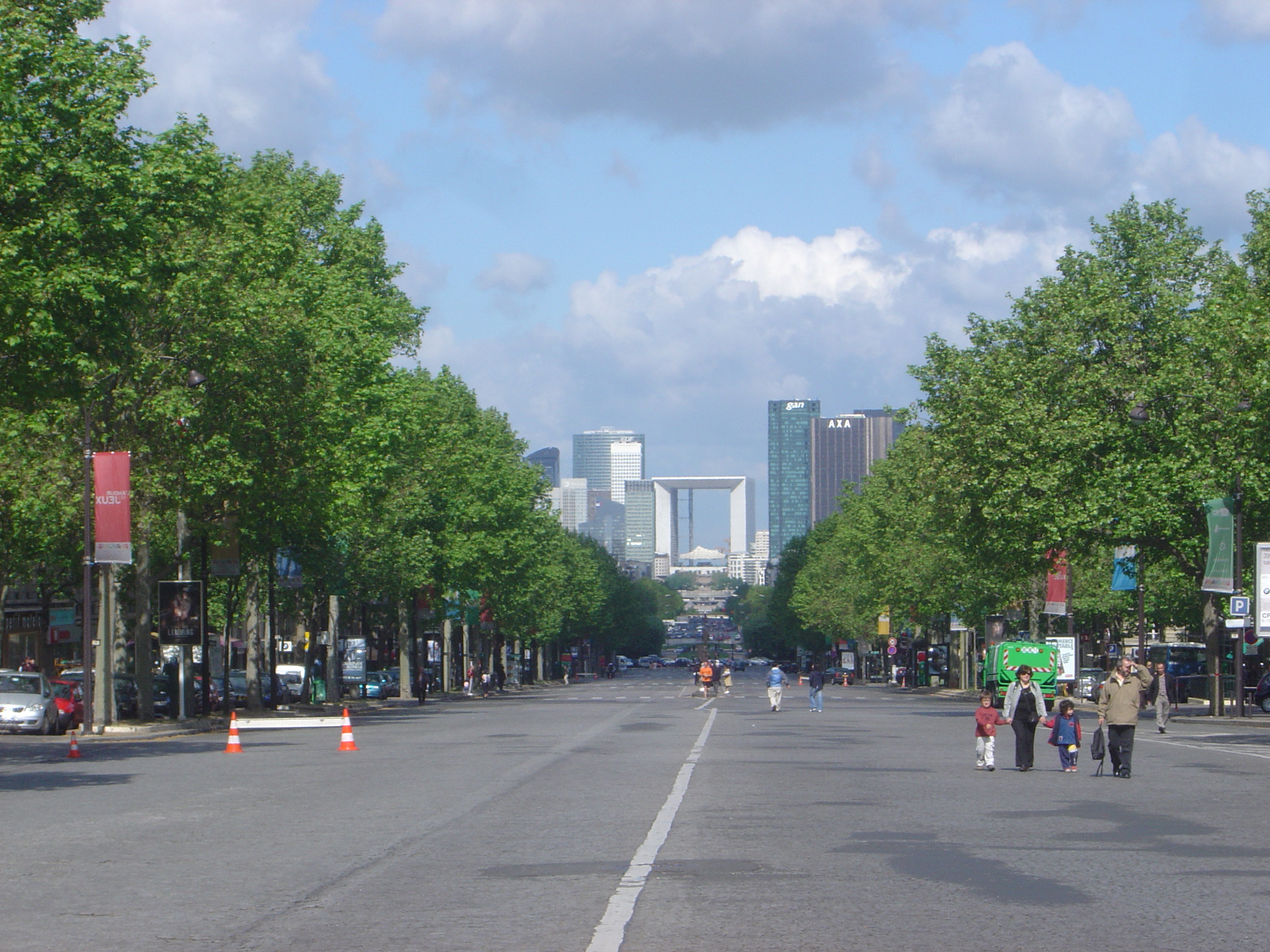
De Avenue de la Grande-Armée, tussen de Arc de Triomphe en La Défense in Parijs, is genoemd naar de Grande Armée.

De Grande Armée was de benaming voor de grote multinationale legers die Napoleon begin 19e eeuw op de been bracht.
Al in de tijd van de Franse Revolutie vormden zich revolutionaire legers. Het eerste leger dat tot Grande Armée werd gedoopt was een 200.000 man tellende legermacht die zich in 1803-1805 in Boulogne had verzameld voor een invasie van Engeland. Na het uitbreken van de Derde Coalitieoorlog in 1805 werd het leger hernoemd tot Grande Armée en naar de Duitse grens bevolen.
De Grande Armée bestond oorspronkelijk uit zes korpsen onder het bevel van Napoleons maarschalken. Naarmate Napoleons macht in Europa groeide, groeide ook het Grande Armée in grootte. De maximale grootte bereikte het leger in 1812, voor de campagne tegen Rusland. Het bestond toen uit ruim 600.000 man, waaronder:
- Rond de 300 000 Fransen, inwoners van de geannexeerde Nederlanden inbegrepen
- 95.000 Polen
- 25.000 Italianen
- 24.000 Beiers
- 20.000 Saksen
- 17.000 Westfalen
- 20.000 Pruisen
- 35.000 Oostenrijkers
- 15.000 Zwitsers
- 3.500 Kroaten

## Onderdelen van deGrande Armée

### Cavalerie
Napoleons cavalerie bestond uit vier onderdelen:
- Kurassiers. Dit was de zware cavalerie. Ze leken op ridders, met een zwaar ijzeren kuras (borstplaat) en een grote ijzeren helm. Door dit gewicht moest zowel de ruiter als het paard zeer sterk zijn, zodat ze toch nog kracht achter een charge konden zetten.
- Dragonders. De dragonders waren de hoofdmoot in de Franse cavalerie, en ze werden zowel in veldslagen als voor verkenning gebruikt. Dankzij hun wendbaarheid waren zij niet alleen met traditionele sabels bewapend, maar hadden zij ook pistolen en karabijnen, waardoor ze net als infanterie zowel op schietafstand als man-tegen-man konden vechten.
- Huzaren. De huzaren waren de ogen voor het leger. Ze werden vooral tactisch gebruikt als verkenners, en om de commandanten van de verschillende legerafdelingen op de hoogte te brengen.
- Lansiers. De meest gevreesde Franse cavalerie vormden de Poolse lansiers. Lansiers waren goed in te zetten tegen infanterie in carré-formatie, doordat hun lansen veel langer waren dan de infanteriebajonetten. Ook waren ze geschikt voor het opjagen van een vluchtende vijand.

### Infanterie
- Linie-infanterie. Het grootste deel van het leger bestond uit normale lijninfanterie. Deze infanterieregimenten bestonden uit 4 tot 5 bataljons.
- Lichte infanterie. Deze voltigeurs werd pas rond 1801 aan het Franse leger toegevoegd. Ze zwermden rond de linieregimenten en probeerden de regimenten van de vijand uit hun 'concentratie' te halen en artillerie uit te schakelen. Later werden ook voltigeurs-regimenten gevormd.

### Artillerie
De Franse artillerie was de ruggengraat van de grondtroepen van het Franse leger. De Franse kanonnen stonden vaak in grote batterijen bij elkaar opgesteld, zodat ze de vijandige formaties konden uitdunnen, zonder dat er infanterie of cavalerie aan te pas hoefde te komen. Doordat de artilleriesoldaten goed waren getraind, kon Napoleon zijn kanonnen snel verplaatsen, waardoor hij ofwel de verdedigingswerken kon bombarderen, of een oprukkende vijand onder vuur kon zetten. In het algemeen bestond de Franse artillerie uit 4, 8, en 12-ponders, maar de 4-ponders werden niet veel later vervangen door 6-ponders.

### Keizerlijke Garde
De Keizerlijke Garde was het eliteleger van de Fransen. Het was een legerkorps op zich met eigen infanterie- en cavaleriedivisies. Het waren haast allemaal veteranen, en ook waren ze uiterst loyaal aan Napoleon. Hoewel de infanterie maar zelden deelnam aan de strijd, werd de cavalerie vaak ingezet om de vijand een fatale slag toe te dienen. De Garde bestond grofweg uit drie onderdelen:
- Oude Garde. Dit was de crème de la crème van het Franse leger. De Oude Garde bestond uit veteranen, die vaak al meer dan 4 of 5 campagnes hadden meegemaakt.
- Midden-garde. Veteranen die rond de 3 campagnes hadden meegemaakt.
- Jonge Garde. Veteranen van minstens 1 campagne, alsmede jonge officieren met talent.

### Genie
Terwijl de glorie van de oorlog naar de infanterie en cavalerie ging, waren de bruggenbouwers uit het leger van Napoleon (de pontonniers) van onschatbare waarde. Hun belangrijkste doel was het leger van de keizer over de verschillende wateren te krijgen. Omdat de pontonniers heel bedreven waren, kon Napoleon zijn vijanden vaak verrassen door op moeilijke plaatsen rivieren over te steken. Ook bij de terugtocht uit Rusland waren deze pontonniers van onschatbare waarde. Het leger moest de ijskoude en snelstromende Berezina over. Zonder de uitzonderlijke werken van de (Hollandse) pontonniers was het leger zo goed als zeker geheel uitgeroeid. Nu konden nog enkelen ontkomen.